# 那答應 (清高宗)
那答應，出身及姓氏不詳，清朝乾隆帝之答應。

## 生平
生年不詳，生辰為八月二十日。乾隆二十九年三月二十二日，愉妃海氏位下的一名學規矩女子被封為那常在。乾隆四十年四月二十五日，那常在因故貶為那答應，冬日例黑炭、炕柴，以及夏日例黑炭全部止退，然而根據《國朝宮史》的規定，答應夏例日用黑炭五斤，冬例日用黑炭十斤。與此同時，根據《大清會典》的記載，乾隆四十年，規定了常在以下後宮主位的喪禮「皆歸內務府辦理，不必復與禮部會辦」。乾隆五十三年三月十六日，承乾宫那答應位下的官女子五妞受責後投井自盡。五妞身上有八處木器傷痕，主要集中在腿上，傷勢並非很嚴重，應該是犯錯後，被那答應命人用量衣尺之類的東西責打。乾隆帝表示「以八寸井口，該女子何能投入」，不排除有他殺的可能性，因此命令內務府再行勘察。內務府之後呈交的報告指出井口雖然窄小，但其圓周全長也有二尺四寸，五妞年方十七，身體軟細，倒頭栽入是完全可行的，現在井口的寬度不夠，只是因為她的屍身皮骨已經變硬，再結合承乾宮太監和宮女的口供及其他證據，可以判斷五妞確系自盡。同年四月初四日，敬事房收那答應的物品，暫時未知原因。
嘉慶元年，內務府所呈報的乾隆六十年和嘉慶元年宮分檔案並沒有那答應之名，應已去世。由於那答應最終只擁有答應位分，故而有學者推測若她在宮中去世，可能會按照祥答應之例葬入曹八里屯，而非葬入皇陵。
嘉慶二十三年硃墨寫本《星源集慶》稱：「壽貴人柏氏，初充常在，乾隆五十九年十二月，賜號為壽貴人。嘉慶時尊為壽太貴人，嘉慶十四年己巳二月二十一日卒」。有學者曾推測怡嬪之妹柏氏、壽貴人與那答應（那常在）為同一人，並且認為怡嬪之妹柏氏在乾隆十年通過內務府三旗女子參選秀女的途徑進入宮中之後，成為一名宮女，乾隆二十九年三月二十二日，由愉妃位下的「學規矩女子」晉封為那常在，後來又被降為那答應，到了乾隆五十九年十月二十二日，又從常在晉封為壽貴人。不過，怡嬪之妹即為壽貴人的說法缺乏進一步驗證，例如研究學者黃麗君曾指出嘉慶十三年五月二十六日未時薨逝的乾隆帝白貴人（白太貴人）在《內務府呈稿》裡也會被寫成「柏太貴人」，所以她的姓氏極有可能為柏氏，但礙於宮廷簿冊等材料尚未公開，難以斷定怡嬪之妹究竟是白貴人或壽貴人。現時，根據研究學者王冕森的考證，《乾隆至嘉慶年添減底帳》稱乾隆五十九年十月二十二日，「鄂常在封為鄂貴人，白常在封為白貴人」，因此怡嬪柏氏之妹實為白貴人，而白貴人、壽貴人與那答應其實是三個𣎴同的人，且壽貴人與那答應的姓氏均不詳。